# Baluran
Baluran (Indonesisch: Gunung Baluran) is een stratovulkaan in Nationaal Park Baluran op het Indonesische eiland Java in de provincie Oost-Java.